# Estádio Municipal do Trabalhador
O Estádio Municipal do Trabalhador se localiza dentro do Centro de Educação e Recreação do Trabalhador (CERET), no Jardim Anália Franco, cidade de São Paulo.
Sua capacidade é de 170 pessoas, e mede 100 x 70 m.
O estádio, foi designado para a prática de rugby, e está sendo adaptado para isso.